# Helmut Lörscher

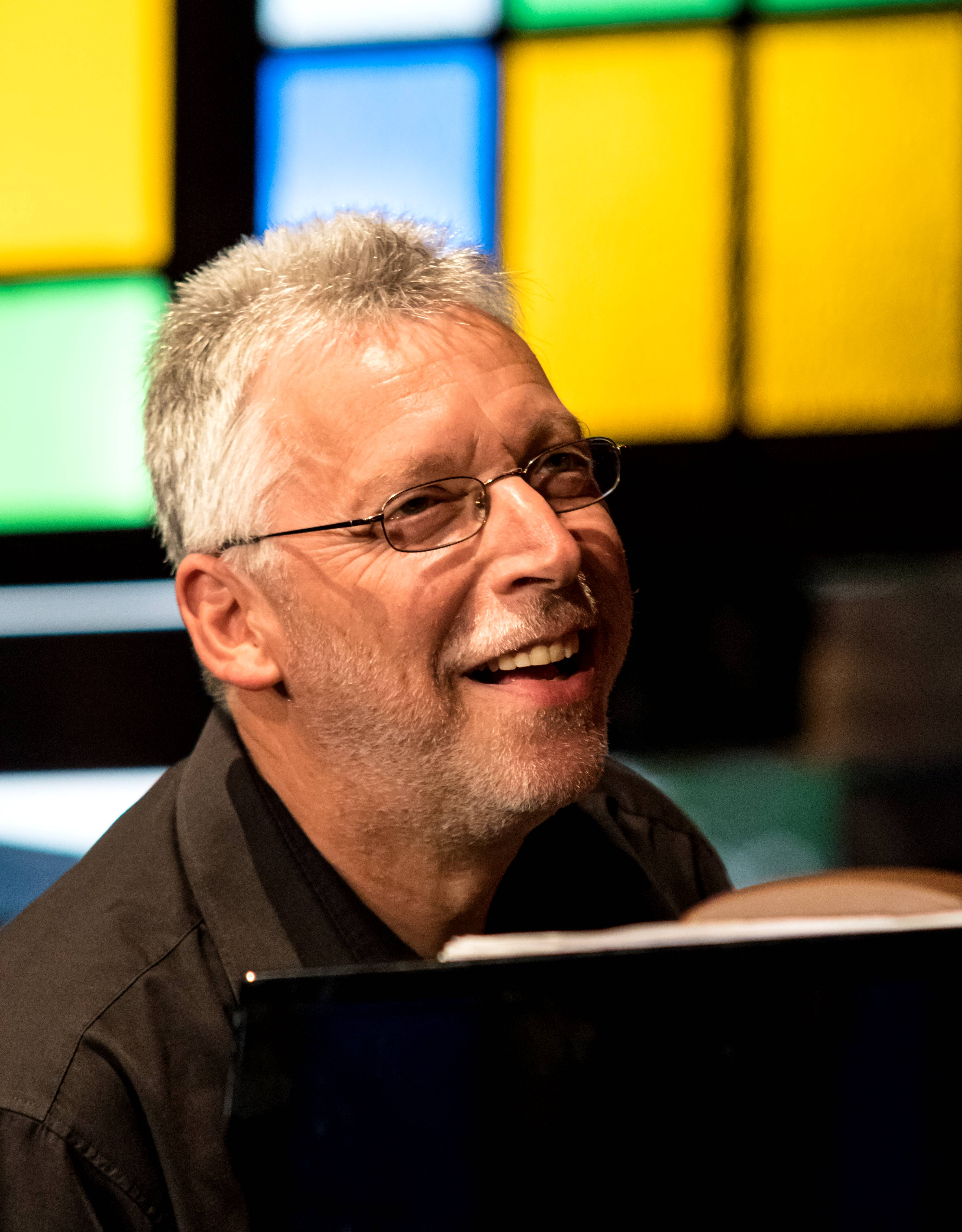
Helmut Lörscher beim Zelt-Musik-Festival 2015

Helmut Lörscher (* 1957 in Wittlich) ist ein deutscher Pianist, Komponist, Jazzmusiker und Improvisationskünstler.

## Leben und Wirken
Helmut Lörscher wuchs in Trier auf. Als Kind lernte er das Klavierspiel zunächst autodidaktisch, noch bevor er im Alter von 6 Jahren den ersten Klavierunterricht erhielt. Von Anfang an nahm das Improvisieren in seinem Umgang mit dem Instrument einen weiten Raum ein. Es folgte eine klassische Ausbildung an der Hochschule für Musik Freiburg als Pianist (bei André Marchand), Musiktheoretiker (bei Peter Förtig) und im Studiengang Schulmusik. Sein Studium war geprägt von einer zunehmenden, intensiven Beschäftigung mit dem Jazz. Die Zusammenarbeit mit Jazzmusikern wie Dieter Ilg und Tony Lakatos ermutigte ihn, diesen Weg weiter zu verfolgen.
2001 gründete er das Helmut Lörscher Trio mit dem Kontrabassisten Bernd Heitzler und dem Schlagzeuger Harald Rüschenbaum (seit 2020 Matthias Daneck), für das er Kompositionen und Arrangements schreibt. Seine „Sonata à tre“ für Jazztrio und Streichquartett wurde 2021 mit dem Vogler-Quartett uraufgeführt. Weiterhin trat er mit Kabarettisten wie Matthias Deutschmann, Georg Schramm oder Hanns-Dieter Hüsch auf.
Eine besondere Facette der Improvisationskunst stellen seine Solo-Improvisationen über auf Zuruf gegebene Themen verschiedener Epochen der Musikgeschichte dar, wie man sie bei den Improvisationstagen der Hochschule für Musik Freiburg 2011 an der Seite des amerikanischen Pianisten Robert Levin erleben konnte. Da Lörscher als Pianist gleichermaßen in der Klassik wie im Jazz zuhause ist, beherrscht er die musikalische Sprache verschiedenster Komponisten und improvisiert über spontan gegebene Themen und Motive sowohl im Stil klassischer Komponisten wie Bach, Mozart, Wagner, als auch im Stil der Popularmusik wie etwa den Beatles oder ABBA. Beim EAS-Congress 2021 in Freiburg zeigte Lörscher ebenfalls Improvisationen, die spontan auf Impulse aus dem Publikum reagieren.
Lörscher lehrte von 1990 bis 2023 als Professor an der Hochschule für Musik Freiburg. Studierende seiner Klasse wurden vielfach mit Preisen ausgezeichnet und unterrichten als Dozenten und Professoren an Musikhochschulen.

## Mitwirkung bei Fernsehproduktionen
- 1998 SDR „Bunter Abend für Revolutionäre“ – ein satirischer Festakt zur Revolution 1848 in Baden, mit Matthias Deutschmann und Georg Schramm.
- 1999 WDR „Ich sing für die Verrückten“ – eine poetische Kabarett-Gala für und mit Hanns-Dieter Hüsch, aus dem Pantheon Bonn.
- 2001 3sat „Jetzt geht's aber los“ – 100 Jahre Kabarett, mit Matthias Deutschmann.
- 2006 ZDF „Heinrich Heine: Liebe, Spott und Vaterland“.

## Diskografische Hinweise
- 1998 Bunter Abend für Revolutionäre. Mit Matthias Deutschmann und Georg Schramm. Live-Mitschnitt aus der Festhalle Lörrach-Haagen.
- 1999 Das Badner Lied in 24 Variationen (Piano Solo).[8]
- 2006 Badinerie – Reflections in Jazz (Helmut Lörscher Trio).[9]
- 2013 Tristanesque – Reflections in Jazz (Helmut Lörscher Trio).[10]
- 2024 triosonate – chamber jazz explorations (Helmut Lörscher Trio).[11]